# Beñat Prados
Beñat Prados Diaz, es un futbolista basc que juga com a migcampista a l'Athletic Club de Bilbao de la primera divisió d'Espanya.

## Carrera esportiva
Prados va ingressar en la categoria cadet inferior de l'Athletic Club procedent de la UDC Txantrea amb 14 anys. El novembre del 2018 va tornar d'una lesió i va fitxar pel CD Basconia, segon filial vermell de Tercera Divisió. Braç esquerre trencat. Durant la temporada 2019-20 va rodar entre Baskonia i Athletic de Bilbao. Finalment va ascendir a l'Athletic de Bilbao de Joseba Etxeberria per a la temporada 2020-21. Durant aquest període, va ser convocat amb el primer equip per a un partit contra el Sevilla FC, però no va arribar a debutar. Al finalitzar la seva primera temporada al filial, va renovar el seu contracte amb el club culer fins al juny del 2025. A més, va ser un dels jugadors seleccionats per retirar-se dels partits de pretemporada de l'Athletic de Bilbao l'estiu del 2021 per ordre de Marcelino, però finalment va seguir jugant al filial.
El 14 de juliol de 2022 va ser cedit al CD Mirandés de segona divisió per una temporada. En l'equip vermell va ser titular indiscutible durant tota la temporada, alternant les posicions de migcampista i defensa central.
Va debutar a la primera divisió el 19 d'agost de 2023 en el partit d'El Sadar contra Osasuna (0-2), substituint a Imanol. L'un de septembre, després de la marxa de Javi Marton, va ingressar al primer equip amb el dorsal 24. Després de jugar els primers mesos com a lateral dret o central, al desembre va trobar un forat al club. el migcamp i exercir-se bé. El 6 d'abril de 2024 va ser titular en la final de copa davant el RCD Mallorca, sent substituït per Mikel Vesga en el descans.

## Trajectòria

### Clubs
Actualitzat a l'últim partit disputat el 29 de febrer de 2024.
| Club                    | Div.          | Temporada     | Lliga | Lliga | Copes nacionals | Copes nacionals | Copes internacionals | Copes internacionals | Total | Total |
| Club                    | Div.          | Temporada     | Part. | Gols  | Part.           | Gols            | Part.                | Gols                 | Part. | Gols  |
| ----------------------- | ------------- | ------------- | ----- | ----- | --------------- | --------------- | -------------------- | -------------------- | ----- | ----- |
| C. D. Basconia Espanya  | 4.ª           | 2018-19       | 8     | 2     | ―               | ―               | ―                    | ―                    | 8     | 2     |
| C. D. Basconia Espanya  | 4.ª           | 2019-20       | 15    | 1     | ―               | ―               | ―                    | ―                    | 15    | 1     |
| C. D. Basconia Espanya  | Total club    | Total club    | 23    | 3     | 0               | 0               | 0                    | 0                    | 23    | 3     |
| Bilbao Athletic Espanya | 2.ª B         | 2019-20       | 13    | 0     | ―               | ―               | ―                    | ―                    | 13    | 0     |
| Bilbao Athletic Espanya | 2.ª B         | 2020-21       | 25    | 1     | ―               | ―               | ―                    | ―                    | 25    | 1     |
| Bilbao Athletic Espanya | 1a F          | 2021-22       | 33    | 3     | ―               | ―               | ―                    | ―                    | 33    | 3     |
| Bilbao Athletic Espanya | Total club    | Total club    | 71    | 4     | 0               | 0               | 0                    | 0                    | 71    | 4     |
| C. D. Mirandes Espanya  | 2.ª           | 2022-23       | 39    | 0     | 2               | 0               | —                    | —                    | 41    | 0     |
| C. D. Mirandes Espanya  | Total club    | Total club    | 39    | 0     | 2               | 0               | 0                    | 0                    | 41    | 0     |
| Athletic Club Espanya   | 1a            | 2023-24       | 26    | 0     | 7               | 0               | —                    | —                    | 33    | 0     |
| Athletic Club Espanya   | Total club    | Total club    | 26    | 0     | 7               | 0               | 0                    | 0                    | 33    | 0     |
| Total carrera           | Total carrera | Total carrera | 159   | 7     | 9               | 0               | 0                    | 0                    | 168   | 7     |